# Sigismund Ungewitter
Sigismund Karl Hermann Ungewitter (* 14. November 1853 in Eschwege; † 6. August 1925) war ein deutscher Reichsgerichtsrat.
1876 wurde der Preuße Ungewitter vereidigt. 1881 wurde der Referendar Ungewitter zum Gerichtsassessor ernannt. 1884 wurde er Amtsrichter. 1894 erfolgte die Ernennung zum Landrichter in Kassel. 1896 wurde er zum Landgerichtsrat in Kassel befördert. 1899 wurde er zum Oberlandesgerichtsrat in Kassel ernannt. 1907 wurde er an das Reichsgericht berufen. Er war bis zu seinem Ruhestand 1922 im VII. Zivilsenat beschäftigt.